# Kanada i olympiska vinterspelen 1932
Kanada deltog med 42 deltagare vid de olympiska vinterspelen 1932 i Lake Placid. Totalt vann de en guldmedalj,en silvermedalj och fem bronsmedaljer.

## Medaljer

### Guld
- William Cockburn, Clifford Crowley, Albert Duncanson, George Garbutt, Roy Henkel, Vic Lindquist, Norman Malloy, Walter Monson, Kenneth Moore, Romeo Rivers, Harold Simpson, Hugh Sutherland, Stanley Wagner och Alston Wise - Ishockey.

### Silver
- Alexander Hurd - Skridskor - 1 500 meter.

### Brons
- Alexander Hurd - Skridskor - 500 meter.
- Willy Logan - Skridskor - 1 500 och 5 000 meter.
- Frank Stack - Skridskor - 10 000 meter.
- Montgomery Wilson - Konståkning .